# Игнатов, Владимир Николаевич
Владимир Николаевич Игнатов (15 августа 1985, Козельск Калужская область, РСФСР, СССР — 30 мая 2022, Украина) — российский военнослужащий, старший сержант 45-й отдельной гвардейской бригады специального назначения. Герой Российской Федерации посмертно (2022).

## Биография
Родился 15 августа 1985 года в городе Козельске, Калужской области. После окончания девяти классов Сосенской школы продолжил обучение на факультете «Технология машиностроения» Дмитровского техникума Механического завода, затем — в Калужском институте бизнеса и технологий по специальности «юриспруденция»
Был призван на срочную военную службу в рядах Воздушно-десантных войск в составе 76-й гвардейской десантно-штурмовой дивизии в городе Пскове. После окончания срочной службы подписал контракт и был назначен командиром отделения группы специального назначения отряда специального назначения в 45-й отдельной гвардейской бригады специального назначения в городе Кубинке. В 2014 году участвовал в аннексии Крыма Россией , а с 2015 года в военной операции в Сирии. С 24 февраля 2022 года принимал участие в нападении России на Украину,  в составе своей бригады. По данным российских СМИ, 30 мая 2022 года в одном из населенных пунктах, под огнём ВСУ при вывозе раненых с поля боя, В. Н. Игнатов погиб спасая раненых военнослужащих.

## Награды
- Звание «Герой Российской Федерации» (Указом Президента Российской Федерации («закрытым») от 12 июля 2022 г., посмертно) — «за мужество и героизм, проявленные при исполнении воинского долга». 5 августа 2022 года медаль «Золотая звезда» была передана губернатором Калужской области Владиславом Шапша родителям и вдове гвардии старшего сержанта Владимира Николаевича Игнатова[2].
- Орден Мужества
- Георгиевский крест 4-й степени
- Медаль «За боевые отличия»
- Медаль «За воинскую доблесть» 2-й и 1-й степени
- Медаль «За укрепление боевого содружества»
- Медаль «За отличие в военной службе» 3-й и 2-й степени (15 лет)
- Медаль «За возвращение Крыма»
- Медаль «Участнику военной операции в Сирии»

## Память
- В Козельске был открыт памятник В. Н. Игнатову[3]
- В городе Сосенский Калужской области на здании школы была открыта мемориальная доска В. Н. Игнатову, где он учился[4]